# Lars Petter Eneqvist
Lars Petter Eneqvist, född 11 augusti 1797 i Visby församling, Gotlands län, död 7 mars 1860 Rogslösa församling, Östergötlands län, var en svensk häradshövding i Dals och Lysings häraders domsaga och Lysings och Göstrings häraders domsaga.